# Джино Інфантіно
Джино Інфантіно (ісп. Gino Infantino, нар. 19 травня 2003, Росаріо, Аргентина) — аргентинський футболіст, атакувальний півзахисник італійської «Фіорентини». Грав у складі молодіжної збірної Аргентини.

## Ігрова кар'єра

### Клубна
Джино Інфантіно починав займатися футболом у клубах нижчих ліг. У 2018 році футболіст приєднався до молодіжної команди клубу «Росаріо Сентраль» зі свого рідного міста Росаріо. З 2020 року Інфантіно пробився до основного складу команди і в листопаді зіграв свою дебютну гру на вищому рівні.
3 серпня 2023 року уклав п'ятирічний контракт з італійською «Фіорентиною».

### Збірна
В лютому 2023 року Джино Інфантіно зіграв три матчі на молодіжному чемпіонаті Південної Америки.
У травні 2023 року у складі молодіжної збірної Аргентини Інфантіно взяв участь у домашньому молодіжному чемпіонаті світу.

## Статистика виступів

### Статистика клубних виступів
Станом на 1 серпня 2023
| Сезон                        | Команда                      | Чемпіонат                    | Чемпіонат | Чемпіонат | Національний кубок | Національний кубок | Національний кубок | Континентальні кубки | Континентальні кубки | Континентальні кубки | Інші змагання | Інші змагання | Інші змагання | Усього | Усього |
| Сезон                        | Команда                      | Ліга                         | Ігор      | Голів     | Ліга               | Ігор               | Голів              | Ліга                 | Ігор                 | Голів                | Ліга          | Ігор          | Голів         | Ігор   | Голів  |
| ---------------------------- | ---------------------------- | ---------------------------- | --------- | --------- | ------------------ | ------------------ | ------------------ | -------------------- | -------------------- | -------------------- | ------------- | ------------- | ------------- | ------ | ------ |
| 2020                         | «Росаріо Сентраль»           |                              | -         | -         | КЛ                 | 5                  | 0                  |                      | -                    | -                    |               | -             | -             | 5      | 0      |
| 2021                         | «Росаріо Сентраль»           | ПД                           | 15        | 3         | КЛ                 | 0                  | 0                  | СА                   | 2                    | 0                    |               | -             | -             | 17     | 3      |
| 2022                         | «Росаріо Сентраль»           | ПД                           | 23        | 2         | КА+КЛ              | 1+11               | 0                  |                      | -                    | -                    |               | -             | -             | 35     | 2      |
| січ.-лип. 2023               | «Росаріо Сентраль»           | ПД                           | 17        | 1         | -                  | -                  | -                  |                      | -                    | -                    |               | -             | -             | 17     | 1      |
| Усього за «Росаріо Сентраль» | Усього за «Росаріо Сентраль» | Усього за «Росаріо Сентраль» | 55        | 6         |                    | 17                 | 0                  |                      | 2                    | 0                    |               | -             | -             | 74     | 6      |
| 2023–24                      | «Фіорентина»                 | A                            | 1         | 0         | КІ                 | -                  | -                  | ЛК                   | 1                    | 0                    | СІ            | -             | -             | 2      | 0      |
| Усього за кар'єру            | Усього за кар'єру            | Усього за кар'єру            | 56        | 6         |                    | 17                 | 0                  |                      | 3                    | 0                    |               | -             | -             | 76     | 6      |

### Статистика виступів за збірну
Станом на 1 серпня 2023
| Дата      | Місто                        | Господарі     | Результат | Гості                    | Турнір                                                 | Голи | Примітки |
| --------- | ---------------------------- | ------------- | --------- | ------------------------ | ------------------------------------------------------ | ---- | -------- |
| 26-3-2022 | Есейса                       | Аргентина     | 2 – 2     | США                      | Товариський матч                                       | -    | кап. 60' |
| 10-5-2022 | Буенос-Айрес                 | Аргентина     | 3 – 1     | Перу                     | Товариський матч                                       | -    |          |
| 29-5-2022 | Обань                        | Аргентина     | 1 – 0     | Саудівська Аравія        | Турнір Моріса Ревелло - 1-й етап                       | -    | 55'      |
| 1-6-2022  | Вітроль                      | Панама        | 0 – 1     | Аргентина                | Турнір Моріса Ревелло - 1-й етап                       | -    | 85'      |
| 4-6-2022  | Обань                        | Франція       | 6 – 2     | Аргентина                | Турнір Моріса Ревелло - 1-й етап                       | -    |          |
| 10-6-2022 | Мальмор                      | Аргентина     | 3 – 2     | Японія                   | Torneo di Tolone - Фінал 5º posto                      | -    | 66'      |
| 21-1-2023 | Калі (місто)                 | Парагвай      | 2 – 1     | Аргентина                | Молодіжний чемпіонат Південної Америки 2023 - 1-й етап | -    | кап. 83' |
| 24-1-2023 | Калі (місто)                 | Аргентина     | 1 – 3     | Бразилія                 | Молодіжний чемпіонат Південної Америки 2023 - 1-й етап | -    | кап. 46' |
| 25-1-2023 | Калі (місто)                 | Аргентина     | 1 – 0     | Перу                     | Молодіжний чемпіонат Південної Америки 2023 - 1-й етап | 1    | кап.     |
| 28-1-2023 | Калі (місто)                 | Колумбія      | 1 – 0     | Аргентина                | Молодіжний чемпіонат Південної Америки 2023 - 1-й етап | -    |          |
| 11-5-2023 | Буенос-Айрес                 | Аргентина     | 4 – 0     | Домініканська Республіка | Товариський матч                                       | -    | 46'      |
| 20-5-2023 | Сантьяго-дель-Естеро (місто) | Аргентина     | 2 – 1     | Узбекистан               | Молодіжний чемпіонат світу 2023 - 1-й етап             | -    | 72'      |
| 23-5-2023 | Сантьяго-дель-Естеро (місто) | Аргентина     | 3 – 0     | Гватемала                | Молодіжний чемпіонат світу 2023 - 1-й етап             | -    | 69'      |
| 26-5-2023 | Сан-Хуан                     | Нова Зеландія | 0 – 5     | Аргентина                | Молодіжний чемпіонат світу 2023 - 1-й етап             | 1    | кап.     |
| 31-5-2023 | Сан-Хуан                     | Аргентина     | 0 – 2     | Нігерія                  | Молодіжний чемпіонат світу 2023 - 1/8 фіналу           | -    | 75' 90'  |
| Усього    |                              | Матчів        | 15        |                          | Голів                                                  | 2    |          |